# Kościół św. Wojciecha Biskupa i Męczennika w Wiązownie
Kościół świętego Wojciecha Biskupa i Męczennika – rzymskokatolicki kościół parafialny należący do dekanatu otwockiego diecezji warszawsko-praskiej.
Obecna świątynia została wzniesiona w latach 1794–1797 podczas urzędowania księdza proboszcza Kazimierza Józefa Czerwińskiego dzięki dużemu wsparciu finansowemu księżny Marii z Lubomirskich Radziwiłłowej. Została zaprojektowana zapewne przez Szymona Bogumiła Zuga – twórcę licznych budowli na terenie Warszawy. Kościół został zbudowany w stylu empire. Wspaniała fasada jest ozdobiona jońskimi kolumnami, pilastrami i frontonem z szerokim portykiem kolumnowym zwieńczonym trójkątnym szczytem.
Budowla została konsekrowana w dniu 24 kwietnia 1890 roku przez biskupa Kazimierza Ruszkiewicza. Kościół jest jednonawowy i posiada wymiary: 26,5 metrów długości i 11,5 metrów szerokości. Jego wnętrze jest skromne i oszczędne w dekoracje. Świątynia posiada sześć okien łukowych znajdujących się w nawie, trzy okna okrągłe umieszczone w prezbiterium, dwa okna okrągłe znajdujące się na wysokości chóru oraz jedno okno łukowe umieszczone nad drzwiami wejściowymi.
W ołtarzu głównym są umieszczone dwa obrazy: Matki Boskiej Częstochowskiej i zasłaniający go obraz Pana Jezusa na krzyżu. W niszach obok obrazu znajdują się figury św. Stanisława Kostki i św. Antoniego Paderewskiego. W bocznym ołtarzu po prawej stronie można zobaczyć obraz Matki Boskiej Różańcowej i zasłaniający go obraz św. Maksymiliana Kolbego. Nad nimi w owalu jest umieszczony obraz św. Anny. W bocznym ołtarzu po lewej stronie znajduje się obraz św. Wojciecha, a nad nim w owalu można zobaczyć obraz św. Joachima.
W 1903 roku w kościele została ochrzczona przyszła błogosławiona Hanna Chrzanowska. W kościele znajduje się chrzcielnica, przy której bł. Chrzanowska była chrzczona. Na miejscu znajdują się także relikwie.